# Энантиотропия
Энантиотропия — один из двух видов полиморфизма — характеризуется обратимостью (переходом) полиморфных модификаций из одной в другую при определённых температурах и давлениях. Примером энантиотропии могут служить переходы кварца в высокотемпературную разновидность SiO2 — тридимит.
Второй вид — монотропия — одна полиморфная модификация (нестабильная) может переходить в другую (стабильную), но обратный переход невозможен. Примером монотропии является переход марказита в пирит. Модификации углерода — графит и алмаз — монотропны, где стабильной является форма графита.